# Шемякин, Григорий Мелентьевич

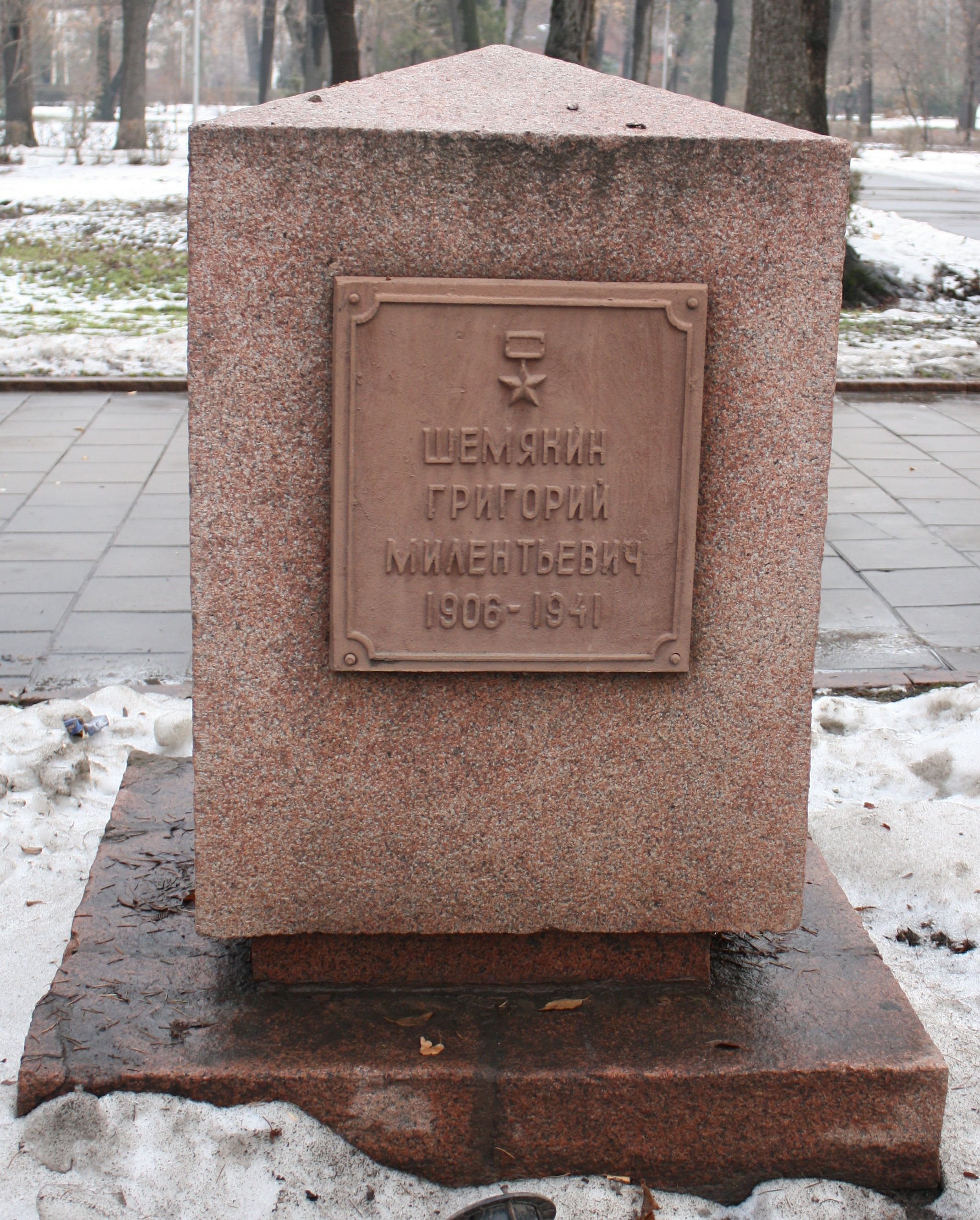
Памятный камень, посвящённый Григорию Шемякину, в парке имени 28-ми гвардейцев-панфиловцев (Алма-Ата). На камне выгравирован год смерти — 1941, так как по официальной версии все 28 панфиловцев погибли

Григорий Мелентьевич (Михайлович) Шемякин (25 декабря 1906, Пржевальск, Семиреченская область — 25 октября 1973, Алма-Ата) — стрелок 4-й роты 2-го батальона 1075-го стрелкового полка 316-й стрелковой дивизии 16-й армии Западного фронта, красноармеец, Герой Советского Союза.

## Биография
Родился в крестьянской семье 25 декабря 1906 года в городе Пржевальске Пржевальского уезда Семиреченской области. Русский. После окончания восьми классов школы работал мелиоратором.
В июле 1941 года призван в Красную Армию. 16 ноября 1941 года у разъезда Дубосеково Волоколамского района Московской области Григорий Шемякин в составе группы истребителей танков участвовал в отражении многочисленных атак противника, было уничтожено, по официальным данным, 18 вражеских танков. Данное сражение вошло в историю, как подвиг 28 героев-панфиловцев. Тяжелораненый боец был контужен во время боя.
Указом Президиума Верховного Совета СССР «О присвоении звания Героя Советского Союза начальствующему и рядовому составу Красной Армии» от 21 июля 1942 года за «образцовое выполнение боевых заданий командования на фронте борьбы с немецкими захватчиками и проявленные при этом отвагу и геройство» удостоен звания Героя Советского Союза (медаль «Золотая Звезда» № 1037).
После войны старшина Г. М. Шемякин был демобилизован.
Проживал в Алма-Ате, где скончался 25 октября 1973 года. Похоронен на Центральном кладбище Алма-Аты.

## Награды, звания
- Герой Советского Союза (21 июля 1942) — за образцовое выполнение боевых заданий Командования на фронте борьбы с немецкими захватчиками и проявленные при этом отвагу и геройство
- Орден Ленина (21 июля 1942) — за образцовое выполнение боевых заданий Командования на фронте борьбы с немецкими захватчиками и проявленные при этом отвагу и геройство

## Память
- В 1966 году в Москве в честь панфиловцев была названа улица в районе Северное Тушино, где установлен монумент.
- В их честь в 1975 году также был сооружен мемориал в Дубосеково.
- В деревне Нелидово (1,5 км от разъезда Дубосеково), установлен памятник и открыт Музей героев-панфиловцев.
- В городе Алма-Ата, родном для панфиловцев, есть парк имени 28 гвардейцев-панфиловцев, в котором расположен монумент в их честь.
- Упоминание о 28 «самых храбрых сынах» Москвы вошло также в песню «Дорогая моя столица», ныне являющуюся гимном Москвы.
- В городе Алма-Аты есть улица Шемякина.
- В фильме Двадцать восемь панфиловцев роль Григория Шемякина сыграл Олег Федоров.